# 톰 플레처
톰 플레처(Tom Fletcher, 1985년 7월 17일 ~ )는 영국의 가수이다. 밴드 맥플라이의 멤버이자 리더이다.

## 인물
잡지 NME에 실려있던 버스티드의 세 번째 멤버 모집 광고에 응모, 찰리 심슨과 최종 2명까지 남았으나 탈락했다. 오디션에는 떨어졌지만 버스티드의 멤버 제임스 본과 연락이 닿아, 《A Present for Everyone》 수록곡과 영화 썬더 버드의 주제가 〈Thunderbirds Are Go〉를 제임스와 공동으로 작업했다.
버스티드 음악 3곡, 맥플라이 음악 7곡, 총10곡이 전 영국 1위를 기록했다. 이 기록은 퀸, 로비 윌리엄스, 오아시스의 노엘 갤러거, U2를 웃도는 기록이다.

## 같이 보기
- 맥플라이
- 버스티드